# Franklin Caicedo
Franklin Caicedo (Iquique, Tarapacá, 23 de julio de 1928 - Santiago de Chile, 22 de marzo de 2013) fue un actor chileno con una amplia trayectoria realizada en Argentina. Fue uno de los actores chilenos más populares y reconocidos del medio artístico argentino, tanto en el teatro como en el cine y la televisión.

## Biografía
En Chile, fue parte del Teatro Experimental de la Universidad de Chile, con el que dirigió Fulgor y muerte de Joaquín Murieta, la única obra teatral de Pablo Neruda, con quien mantuvo una amistad. Desde los 15 años se dedicaba al teatro.
Se radicó en la Argentina en 1969, donde se formó en la escuela de Augusto Fernandes, incursionando en importantes proyectos.
Fue docente en la Universidad Católica. Paralelamente dirigió y dictó clases de teatro a grupos de obreros aficionados.
Franklin Caicedo falleció el 22 de marzo de 2013 en el hospital Sótero del Río, Chile, víctima de una larga enfermedad. Tenía ochenta y cuatro años.

## Galardones
En 1994 recibió el premio ACE al mejor actor de reparto de comedia por su actuación en la obra Pantaleón y la visitadoras.
En 1999, Caicedo, recibió el  premio Florencio como mejor actor de reparto, y en los Premios Estrella de Mar ganó por su participación en El precio.
También se le otorgó  la "Orden al mérito en el grado de Caballero" de la presidencia de la República de Chile, y la "Medalla presidencial por el centenario de Pablo Neruda" en 2003.
En 2004 recibió el premio a "Mejor trayectoria al Maestro Franklin Caicedo" en Almagro, España.

## Carrera

### Filmografía
- 1957: Tres miradas a la calle (Chile) de Naum Kramarenco
- 1974: Los gauchos judíos dir. Juan José Jusid
- 1974: La Patagonia rebelde dir. Héctor Olivera como Farina, "El chileno"
- 1975: Los orilleros
- 1977: La muerte de Sebastián Arache y su pobre entierro (Doblaje)
- 1978: La parte del león
- 1979: De cara al cielo
- 1979: El poder de las tinieblas
- 1979: La isla dir. Alejandro Doria
- 1981: Los viernes de la eternidad como Don Rufino Lucero
- 1985: El sol en botellitas dir. Edmund Valladares
- 1985: Tacos altos dir. Sergio Renán como el Padre de Luisa
- 1985: Bairoletto, la aventura de un rebelde como Borracho Sosa
- 1986: Expreso a la emboscada como General Vinchina
- 1988: Gracias por los servicios como Aníbal
- 1990: Yo, la peor de todas dir. María Luisa Bemberg como Santa Cruz
- 1991: Después de la tormenta como Negro
- 1991: El acompañamiento como Sebastián
- 1992: El viaje dir. Fernando Solanas
- 1998: La nube dir. Fernando Solanas
- 2001: Nada por perder como Dr. Estévez
- 2001: Chiquititas, rincón de luz como Sabio
- 2001: Danza de los sueños
- 2003: Danza con los sueños
- 2007: Tres minutos como Narciso

### Televisión
- 1982: La Cenicienta
- 1982: Los especiales de ATC como Guillermo
- 1982: Área peligrosa como Sebastián
- 1991: Cosecharás tu siembra como Aristide Brusco
- 1993: Alta Comedia
- 1997: El Garante como Losada
- 1997: Poliladron
- 1999: La mujer del presidente como Blas
- 2003: Ensayo
- 2004: Cuentos clásicos de terror (episodio "El monstruo")
- 2004: Jesús, el heredero como Padre Alonso

En 2007 relató en forma de video (Madres Coraje) un poema de Pablo Neruda titulado Los enemigos.

### Teatro
- Fuenteovejuna
- La gaviota, de Antón Chéjov
- Lisandro (1969) junto a Pepe Soriano
- Drácula (1979/1980)
- La señorita de Tacna (1981)
- El examen cívico (1982)
- Blues de la calle Balcarce (1983)
- La resistible ascensión de Arturo Ui (1987)
- Fausto, reflejos de una vieja leyenda (1988)
- La secreta obscenidad de cada día (1991)
- Nora (1992)
- El organito (1995)
- El canto del cisne (1996)
- Ver y no ver (1997)
- El precio de Arthur Miller (1998/1999)
- Solbremonte, el padre de la patria (2003)
- Canto de amor contra la muerte (2005/2006)
- El rufián en la escalera (2006 al 2009)
- Su último trabajo en el país fue con la obra teatral El cartero de Neruda, de Antonio Skármeta en 2008 en la que también se desempeñó como productor general.

Fue invitado a formar una escuela de teatro en Colombia.
También fue invitado como actor argentino-chileno a diversos festivales en El Cairo, Tel Aviv, Berlín, Oslo, Suecia, Jerusalén, Nueva York, California, Washington, Los Ángeles, Lima, Caracas, Costa Rica, Cuba y Nicaragua.